# Гейдж Голайтлі
Гейдж Голайтлі (англ. Gage Golightly) — американська акторка, найбільш відома за ролями у серіалах «Мисливці за монстрами» та «Вовченя».

## Біографія
Гейдж має двох старших братів та сестру. Вона навчалась у Флінтріджі в Академії «Святе серце».

## Фільмографія
| Рік       |   | Українська назва                   | Оригінальна назва               | Роль           |
| --------- | - | ---------------------------------- | ------------------------------- | -------------- |
| 2002      | ф |                                    | Speakeasy                       | Ева            |
| 2003      | ф | Різдвяна історія                   | A Carol Christmas               | 9-річна Керол  |
| 2003      | ф |                                    | The Vest                        | Карен          |
| 2004      | ф | Садбвері                           | Sudbury                         | Кайли Оуэнс    |
| 2004      | с | П'ять днів до півночі              | 5ive Days to Midnight           | Джессі Ньюмаєр |
| 2004      | ф | Великий ризик                      | The Long Shot                   | Тейлор Гаррет  |
| 2005      | ф |                                    | Don’t Ask                       | Іві Колінс     |
| 2006      | с | Все тіп-топ або Життя Зака та Коді | The Suite Life of Zack and Cody | Ванеса         |
| 2006      | с | Брати та сестри                    | Brothers & Sisters              | Пейдж Трейлор  |
| 2007      | с |                                    | Heartland                       | Тіа Грант      |
| 2009—2011 | с | Мисливці за монстрами              | The Troop                       | Хейлі Стіл     |
| 2010      | с | Тру Джексон                        | True Jackson, VP                | Ванеса         |
| 2011      | с | Вперед до успіху                   | Big Time Rush                   | Енні           |
| 2011      | ф |                                    | Growing Up Normal               | Карен Джексон  |
| 2011      | с | Двійник                            | Ringer                          | Теса           |
| 2012      | с | Вовченя                            | Teen Wolf                       | Еріка          |
| 2018      | ф | Сестри по степу                    | Step Sisters                    | Ліббі          |